# Panysinus semiargenteus
Panysinus semiargenteus là một loài nhện trong họ Salticidae.
Loài này thuộc chi Panysinus. Panysinus semiargenteus được Eugène Simon miêu tả năm 1877.